# 李斌 (1976年)
李斌（1976年—），国家杰出青年科学基金获得者，上海交通大学医学院特聘教授，上海免疫学研究所研究员。

## 生平
1996年本科毕业于安徽师范大学，同年考取北京大学研究生，于2001年获博士学位。随后在美国宾西法尼亚大学、英国牛津大学做访问研究。2009年通过中国科学院百人计划引进回国，任中国科学院上海巴斯德研究所研究员、课题组长。2015年至2018年任中国科学院大学岗位教授。2016年9月至今，任上海交通大学医学院上海市免疫研究所课题组长、科研副所长。

## 学术贡献
主要从事免疫调节及重大免疫相关疾病如自身免疫病、过敏性疾病及恶性肿瘤相关基础及临床应用研究。主持科技部国家重点基础研究发展计划（973计划）项目、国家自然科学基金重点项目、国家杰出青年科学基金项目、科技部国家重大科学研究计划项目等科研项目十余项，在Nature Immunology、Nat. Commun.、PNAS、Cell Reports等期刊发表论文100余篇。研究成果获国家科技进步二等奖（2018）、上海医学科技奖、中华医学科技奖等奖励。2024年获亚太基础医学奖。

## 社会兼职
中国细胞生物学学会细胞生物学科普工作委员会主任委员，中国生物物理学会感染与免疫分会副会长，CBIITA联盟免疫治疗药物分会主任委员，上海市欧美同学会副会长、生物医药分会会长，《European Journal of Immunology》执行副主编。

## 家庭
- 妻子：童雪梅，上海交通大学医学院教授，国家杰出青年科学基金获得者[5]